# Антигенный импринтинг
Антигенный импринтинг (англ. Original antigenic sin, OAS — феномен первичного антигенного греха; англ. the Hoskins effect — эффект Хоскинса) — склонность иммунной системы организма предпочтительно использовать уже существующую иммунологическую память (в виде B-клеток и/или Т-клеток, выработанных против некоторого инфекционного агента) при столкновении с новым вариантом — мутацией — инфекции (вирусом или бактерией).
Иными словами своего рода долгосрочная память иммунной системы, формируемая на базе пережитых вирусных атак на организм и его реакций на них.
Клоны антител и Т-клеток, индуцированные во время инфицирования первым вариантом патогена, подвергаются “замораживанию репертуара” при встрече со вторым патогеном. Из-за антигенного импринтинга иммунная система склонна использовать более ранние варианты антител и Т-клеток выработанных против конкретных антигенов, вместо того, чтобы в процессе иммунного ответа создать более эффективные антитела и Т-клетки для новых вариантов антигена. Феномен изначального антигенного греха был описан в отношении вирусов гриппа, лихорадки денге, вируса иммунодефицита человека (ВИЧ), и нескольких других.
Впервые антигенный импринтинг был описан в 1960 году Томасом Фрэнсисом младшим (Thomas Francis Jr.; 1900—1969) в статье «On the Doctrine of Original Antigenic Sin». В названии статьи обыгрывается аналогия с христианской теологической концепцией первородного греха (англ. original sin) Адама. В советской научной литературе 1960-х гг. для описания феномена использовался термин «анамнестический ответ» (англ. «anamnestic response»), см., например, работу А. С. Горбуновой (1966).

## Иммунологическая память В- и Т-клеток
В основе явления антигенного импринтинга лежит способность организма при первичной инфекции образовывать долгоживущие клетки иммунной памяти, которые остаются в организме и обеспечивают защиту от последующих инфекций. Эти клетки памяти (если они представлены В-клетками) реагируют на специфические эпитопы на поверхности вирусных белков, чтобы продуцировать антиген-специфические антитела. Реакция В-клеток памяти на инфекцию происходит быстрее, по сравнению с реакцией других В-клеток (наивных), которые вырабатывают антитела на новые антигены. Антигенный импринтинг сокращает время, необходимое для устранения последующих инфекций. В этом его положительная роль для борьбы с инфекцией.
Однако есть и отрицательная роль. Между первичными и вторичными инфекциями или после вакцинации вирус может подвергаться антигенному дрейфу, при котором его поверхностные белки (эпитопы) изменяются за счёт мутаций, что позволяет вирусу избегать иммунного надзора. Когда это происходит, вирус «в новом обличье» предпочтительно реактивирует В-клетки памяти и стимулирует выработку соответствующих антител. Однако антитела, продуцируемые этими В-клетками, как правило, связываются с изменёнными эпитопами неэффективно. У них часто происходит потеря аффинности и авидности. Кроме того, эти антитела ингибируют активацию наивных В-клеток, которые могли бы вырабатывать более эффективные нейтрализующие антитела ко второму варианту вируса. Это приводит к менее эффективному иммунному ответу, к антителозависимому усилению инфекции и/или рецидивирующим инфекциям. В результате организму может потребоваться больше времени для борьбы с инфекцией.
Антигенный импринтинг был описан и для цитотоксических Т-клеток. Было показано, что во время вторичной вирусной инфекции (другим вариантом серотипа вируса лихорадки Денге) Т-клетки, вместо лизирования инфицированных клеток, только стимулируют продуцирование цитокинов. В результате увеличивается проницаемость сосудов и усугубляется повреждение эндотелиальных клеток, что сопровождается осложнением болезни.

## История
Феномен антигенного импринтинга впервые описан в начале 50-х гг. прошлого столетия F.M. Davenport et al. Исследователи неожиданно для себя обнаружили, что в сыворотке крови людей старше 28 лет, переболевших гриппом до 1950-х гг., то есть до массовых вакцинаций населения по гриппу, содержатся низкие титры антител к вирусу сероподтипа А (H1N1), использованному при приготовлении вакцины, но повышенное содержание антител к вирусу гриппа, эпидемически циркулировавшему ранее, по которому вакцинация не проводилась. Наибольшее количество людей с таким распределение титров специфических антител приходится на возрастную группу 35-38 лет, пережившую пандемию гриппа «испанка» в 1918 г. Аналогичные результаты позже были получены в отношении вируса гриппа серотипа B и его антигенных вариантов.
Это наблюдение было кратко резюмировано в 1955 г. T. Francis в виде «доктрины первичного антигенного греха» («the doctrine of original antigenic sin»). На самом деле, феномен оказался гораздо сложнее, интереснее и, даже, опаснее для канонических иммунологических представлений. Для объяснения иммунологического феномена F. M. Davenport et al. предположили, что во время первого инфицирования вирусом гриппа ещё в детском возрасте, иммунная система ориентируется на некий доминантный антиген среди циркулирующих штаммов вируса. Последующее экспонирование к вирусам гриппа, антигенно связанным с предыдущим, вызывает подъём уровня антител не на их антигены, а на антигены штамма вируса, вызвавшего первую инфекцию.
Для установления природы феномена антигенного импринтинга в 1956 г. F.M. Davenport и A.V. Hennessy провели вакцинацию моновалентными вакцинами, содержащими инактивированные штаммы различных антигенных вариантов (сероподтипов) вируса гриппа А (представитель семейства ортомиксвирусов), циркулировавших среди людей за последние 30 лет. Среди них вирус свиного гриппа (Hsw1N1; swine influenza) — циркулировал во время пандемии испанки 1918 г. и некоторое время позже; вирус гриппа А (H0N1) — вызывал вспышки гриппа у людей с начала 1930-х гг. до 1943 г.; и вирус гриппа А-prime (H1N1; influenza A-prime) — доминировал в циркуляции среди людей с 1946 г. до начала 1950-х гг. Два варианта гемагглютинина, которые ранее считались подтипами Н0 и Hsw1, сейчас признают вариантами подтипа Н1. Вакцинация такими вакцинами была проведена в группе детей, во время вспышки гриппа, вызванного вирусом гриппа серо-подтипа A-prime; а также в группах молодежи, детьми переживших вспышки гриппа А; и взрослых людей старше 30 лет.
Были получены следующие результаты. У детей высокие титры антител отмечены на вакцину на основе вируса гриппа A-prime (H1N1); у рекрутов — на вакцину против вируса гриппа А (H0N1); у людей старше 30 лет — на вакцину на основе вируса свиного гриппа (Hsw1N1). У некоторых волонтеров двух последних групп были обнаружены антитела к вирусам гриппа A-prime (H1N1), свидетельствующие о ранее перенесенной инфекции. Реакция человека на введение моновалентных вакцин оказалась типоспецифической. Антитела к вирусу гриппа A-prime, полученные в результате вакцинации детей по гриппу A или свиному гриппу, не вступали в перекрестные реакции с вирусами гриппа A или свиного гриппа. Такие же результаты получены в группах рекрутов (антитела к вирусу гриппа A) и людей, старше 30 лет (антитела к вирусу свиного гриппа). Этим изящным экспериментом F.M. Davenport и A.V. Hennessy подтвердили ранее полученные ими данные, говорящие в пользу того, что иммунная система человека при сходстве антигенов может реагировать на тот, с которым она «столкнулась» впервые. К концу 1950-х гг. предположение F.M. Davenport и A. V. Hennessy подтверждено эпидемиологическими исследованиями. Было окончательно установлено, что антитела к различным серотипам вируса гриппа в низких титрах циркулируют в крови человека в течение всей его жизни, однако после эпидемических вспышек болезни титр антител бывает наивысшим к тому типу вируса, который обусловил первое заболевание гриппом в раннем детстве. T. Francis (1959) обнаружил следующую закономерность распределения антител к сероподтипам вируса гриппа типа А среди возрастных групп населения США.
| Антитела к сероподтипам вируса (год появления в США) | Возраст пациента, лет    |
| ---------------------------------------------------- | ------------------------ |
| А2 (1957)                                            | Начиная с 70-80 и старше |
| Свиной (1931)                                        | 35-40                    |
| А (1934)                                             | 15-35                    |
| А1 (1947)                                            | 1-10                     |

В конце 1950-х гг. эпидемическая ситуация по гриппу изменилась. Вирусы сероподтипов Hsw1N1, H0N1 и H1N1 сменил вирус сероподтипа H2N2 (пандемия Азиатского гриппа, 1957 г. и 1959 г.), затем среди людей появился вирус сероподтипа H3N2 (пандемия Гонконгского гриппа, 1968—1970 гг.). Феномен антигенного импринтинга в 1960-е гг. не только не вызывал сомнения у эпидемиологов и иммунологов, но и использовался ими для разработки методологии археологической серологии. Методология основывалась на определении возрастного распределения антител к различным антигенным вариантам вирусов А и В. Различия в распределении антител среди возрастных групп населения связывали с возникновением анамнестических реакций на вирусы с близкими по структуре антигенами, ранее вызвавшими у человека заболевание гриппом. Благодаря такому подходу установлено, что вирусы гриппа, сходные с А2N2 и В, циркулировавшие среди людей вначале 1960-х гг., вызывали эпидемии гриппа в 1880—1890-х гг. Для распознания по серологическим показателям истинного сероварианта возбудителя гриппа, обычно использовали обследование контингентов с однородным возрастным составом (пионерские лагеря, общежития, воинские части). Появившиеся в циркуляции среди людей вирусы гриппа сероподтипов H2N2 и H3N2, давали собственные анамнестические ответы. В 1970 г. W.M. Marine и J.E. Thomas, вакцинируя различные возрастные группы населения моновалентными инактивированными вакцинами на основе вирусов гриппа серотипа А различных антигенных вариантов (H1N1 и H0N1, H2N2, H3N2), установили, что антигенный импринтинг наблюдается в пределах одного антигенного варианта вируса. Люди, перенесшие первую гриппозную инфекцию, вызванную вирусами сероподтипов H1N1, H0N1, давали анамнестическую реакцию (высокие титры антител) на иммунизацию вакцинами, полученными на основе штаммов вирусов этих сероподтипов, но не H2N2 и H3N2, и наоборот. В экспериментах, выполненных на крысах, установлено отсутствие анамнестического ответа иммунной системы на вирус сероподтипа H1N1, при последующем инфицировании этих же животных вирусом гриппа других сероподтипов (H2N2, H3N2).
Эффект антигенного импринтинга проявлялся тем интенсивней, чем больше времени проходило от момента первого контакта иммунной системы с возбудителем гриппа. В опытах на хорьках, последовательно инфицированных с интервалами в три недели разными штаммами вируса гриппа серотипа А (H1N1, Hsw1N1, H0N1, H2N2, H3N2), установлено, что вторичное инфицирование может приводить к появлению антител с высокой перекрестной активностью (HCR-антител; antibodies highly cross-reacting, HCR antibodies) по отношению к штаммам, антигенно тесно связанным по гемагглютинину с теми, что вызвали первый инфекционный процесс. При заражении вирусом гриппа через трехнедельные интервалы, антител, специфичных к штамму вируса, вызвавшему первый случай инфекции, не появлялось. Когда интервал между заражениями увеличивали до 4-5 мес., наблюдался феномен антигенного импринтинга, а HCR-антитела не обнаруживали. Следовательно, образование HCR-антител и антигенный импринтинг, это разные иммунологические феномены.
При полном совпадении антигенных свойств вирусов гриппа, вызвавших вспышки болезни в разное время в одной популяции людей, антигенный импринтинг является фактором, смягчающим последствия эпидемии в определенных возрастных группах. В 1979 г. статистическим анализом заболеваемости населения обнаружено, что люди, родившиеся до 1956 г., легко перенесли пандемию гриппа в России (1977—1978 гг.). Преимущественно заболевали люди в возрасте до 20 лет, то есть та часть населения, которая не имела контакта с вирусами гриппа серотипа H1N1, вышедшими из циркуляции среди населения более 20 лет тому назад. Напротив, лица старше 30 лет составили только 20 % больных, хотя их доля в общей численности населения превышала 50 %. Следовательно, люди зрелого и пожилого возраста, имевшие в прошлом контакт с вирусами гриппа H1N1, болели значительно меньше, чем люди более молодых возрастных групп. Данный феномен наблюдался во всех странах, где велся учет заболевшим гриппом, и был объяснен тогда антигенным импринтингом (или, как тогда его называли, анамнестическим ответом) на антигенно индентичный штамм вируса гриппа.
W.M. Marine и J.E. Thomasв 1979 г. подтвердили роль феномена антигенного импринтинга в иммунных ответах на гриппозную инфекцию в масштабном исследовании, выполненном на 687 добровольцах разных возрастов, перенесших грипп во время различных пандемий. Добровольцев вакцинировали живыми моновакцинами разных серотипов и изучали анамнестические ответы иммунной системы. В этом же году R. B. Couch et al. обнаружили, что после вакцинации инактивированной гриппозной вакциной, полученной на основе штамма вируса A/Scotland/74, в сыворотке 82 % вакцинированных людей обнаруживались антитела к вирусу A/HongKong/68, с которым они «сталкивались» во время предыдущих вспышек гриппа. Только в сыворотке 46 % из них были обнаружены низкие уровни антител к вакцинному штамму A/Scotland/74.
Феномен антигенного импринтинга в практике вакцинаций подтверждался не всегда, что говорит о его сложности (см., например, работу W. A. Keitel et al. и необходимости его обнаружения еще на этапе доклинического исследования иммунологических свойств кандидатной вакцины. Границы изменчивости вируса гриппа в пределах сероподтипов, при которых феномен возможен, пытались в 1999 г. смоделировать D.J. Smith et al. По их данным, чем больше антигенное сходство между штаммами вируса гриппа, использованными для приготовления вакцины; и вируса, вызвавшего вспышку гриппа; или антигенов вируса, использованного для повторной вакцинации, тем больше вероятность развития феномена антигенного импринтинга и тяжелого течения болезни у инфицированного пациента. При полной антигенной идентичности вирусов антигенный импринтинг не возможен. Но конкретных величин антенного различия вирусов гриппа, при котором может он возникнуть или быть исключенным, они не привели.
В конце 1990-х гг. также было обнаружено, что явление антигенного импринтинга наблюдается не только при гуморальном, но при клеточном иммунном ответе на возбудители инфекционных болезней. При повторном реагировании на мутировавшие антигены вируса лимфоцитарного хориоменингита (lymphocytic choriomeningitis virus, LCMV; семейство аренавирусов), узнаваемые цитотоксическими Т-клетками, цитотоксический ответ происходил преимущественно в отношении того антигенного варианта вируса, с которым иммунная система человека взаимодействовала первично. В 2010 г. аналогичная роль Т-клеточных ответов иммунной системы человека описана при лихорадке Денге. В 2018 г. было показано, что перекрестно-реактивные Т-клеточные ответы, вызванные первичной вирусной инфекцией Денге, могут способствовать усилению тяжести заболевания после гетерологичных инфекций с другим вирусным серотипом.
Антигенный импринтинг может развиваться и без явного вовлечения в иммунный ответ В-клеток памяти. Y. C. Peng et al. столкнулись с таким проявлением антигенного импринтинга при клиническом исследовании на добровольцах безопасности вакцины на основе слабореплицирующегося вируса серотипа H5N1 (вирус «птичьего гриппа»). Они обнаружили, что после введения первой и через 50 сут второй дозы вакцины, у вакцинированных добровольцев обнаружены повышенние HA-специфических Т-клеточных ответов на H1 и H3 сезонных вирусов гриппа, и низкая перекрестная реактивность к HA (гемагглютинину) вакцинного штамма H5N1. При этом репликации вируса, использованного для вакцинации, и роста титров специфических к нему антител, обнаружить не удалось.
Чем большей афинностью к доминирующему антигену вируса обладают антитела, синтезированные плазмоцитами после первого с ним контакта, тем выраженней феномен антигенного импринтинга при последующих заражениях другими сероподтипами этого вируса. Y. Tan et al., методом ДНК-штрихкодирования (DNA barcoding method) на примере ответов на подтипы вируса гриппа серотипа H3N2, показали, что вакцинация индуцирует ответы со стороны В-клеток памяти, продуцировавших высокоафинные антитела в отношении подтипов вирусов предыдущих сезонных вспышек болезни. Они считают, что для уклонения от антигенного импринтинга, необходимо проводить вакцинацию с учетом иммунологической истории индивидуума (immune history of individuals).
Также необходимо при разработке планов или стратегии вакцинации понимать, что «работающая» сегодня вакцина, завтра может стать своей противоположностью, если эпитоп циркулирующего среди людей возбудителя, на основе которого создана вакцина, со временем незначительно изменится, и иммунная система не сможет создать точный вторичный ответ, а ответит на исходный эпитоп.
Поэтому любой массовой вакцинации должны предшествовать многоцентровые (то есть на базе нескольких исследовательских центров) крупномасштабные клинические исследования, имеющие целью выявление антигенного импринтинга и его возможных последствий для вакцинированных, и, при необходимости, обновления вакцин и изменения стратегии вакцинации.
Антигенный импринтинг способен запутать серологию эпидемической вспышки. K. Kantola et al., по их собственному признанию, используя иммунологические тесты, не смогли разобраться в «ассортименте» циркулирующих среди детей серотипов бокавируса (Human bocaviruses, HBoVs) до тех пор, пока не стали одновременно использовать методы молекулярного тестирования. Путем сопоставления иммунологических данных и данных молекулярного тестирования они обнаружили, что если иммунная система ребенка впервые среагировала на HBoV1, то при последующем заражении HBoV2, антитела будут вырабатываться на HBoV1, и наоборот. HBoV1-4 имеют 10-20 % сходство аминокислотных последовательностей основного структурного компонента капсида, вирусного белка VP2 (viral protein 2). Исследователи обнаружили не менее 6 случаев инфекции, когда серологические данные не соответствовали данным молекулярного тестирования серотипа вируса, циркулирующего в крови ребенка.
Антигенный импринтинг наиболее опасен для здоровья пациента при развитии повторной инфекции, когда образуются низкоавидные перекрестно реагирующие антитела на доминирующие антигенные эпипитопы, как, например, это происходит в отношении эпитопов оболочечного белка Е вируса Денге. Такие антитела, образующиеся на ранней стадии повторной инфекции, являются причиной развития другого малоизученного иммунологического феномена — антителозависимого усиления инфекции.

## Типы антигенного импринтинга
Приведённые данные позволяют классифицировать феномен антигенного импринтинга по механизму развития на три типа, а именно: инфекционный, вакцинный и комбинированный. Его роль в эпидемических, инфекционных и поствакцинальных процессах может заключаться в следующем:
1. антигенный импринтинг, развившийся в ответ на инфекционный или вакцинальный процесс (или их сочетание), сопровождает человека всю его жизнь и предопределяет реакцию его иммунной системы в инфекционных процессах и структуру заболеваемости населения во время эпидемий (пандемий), вызванных тем же возбудителем инфекционной болезни;
2. при полном антигенном совпадении с возбудителем болезни, сформировавшим В-клетки памяти в прошлом, этими клетками вырабатываются специфические антитела, обладающие протективным действием, развития инфекционного процесса может не произойти. Ретроспективным эпидемиологическим анализом будут обнаружены возрастные группы населения, оказавшиеся мало вовлечёнными в эпидемию (пандемию);
3. если между возбудителями инфекционной болезни, вызвавшими первый и последующий (второй) инфекционные процессы, нет антигенного совпадения, но антигенная дистанция между ними настолько мала, что иммунная система не может «отличить» штамм (сероподтип) возбудителя инфекционной болезни от того, что сформировал В-клетки памяти во время первого инфекционного процесса, то плазмоциты синтезируют антитела, специфичные к штамму (сероподтипу) возбудителя инфекционной болезни, распространявшегося в ту пандемию, когда сформировались В-клетки памяти. В результате иммунная система «отрабатывает ложную цель», защитный эффект отсутствует. При ретроспективном эпидемиологическом анализе будут обнаружены возрастные группы населения, понёсшие наибольшие потери в данную пандемию;
4. при проявлении антигеного импринтинга в ответ на возбудитель инфекционной болезни или вакцинацию кроме антител, специфичных к антигену, распознанному иммунной системой человека первым, будут образовываться антитела, реагирующие перекрестно с возбудителями близких по антигенной структуре штаммов, но обладающие по отношению к ним низкой авидностью, и способные усиливать инфекционный процесс (эффект антитело-зависимого усиления инфекции);
5. если антигенная дистанция между штаммом (сероподтипом) возбудителя инфекционной болезни, вызвавшим инфекционный процесс в прошлом, и вызвавшим новый инфекционный процесс настолько велика, что иммунная система его распознает, то иммунный ответ может быть направлен на противодействие этому штамму (сероподтипу). Одновременно сформируются новые В-клетки памяти, которые при последующих вспышках этой же инфекционной болезни будут реагировать с возбудителем болезни, так как описано выше (пп. 1-4);
6. при многократном заражении человека сероподтипами возбудителя инфекции, способного индуцировать развитие феномена антигенного импринтинга, серология болезни искажается, установление подтипа возбудителя болезни возможно молекулярно-генетическим методами;
7. при развитии феномена антигенного импринтинга, многократная вакцинация и перенесённые инфекционные болезни делают мало предсказуемыми ответы иммунной системы на повторное заражение этими же возбудителями инфекционной болезни: от иммунитета, предотвращающего развитие инфекционной болезни, до её утяжеления с летальными исходами у заболевших. Поствакцинальные осложнения, связанные с антигенным импринтингом, могут проявляться через десятилетия после её проведения. Вакцинация одной и той же вакциной может дать противоположные результаты в группах населения, имеющих разную эпидемическую историю и ранее многократно вакцинированных этой же вакциной;
8. развитие антигенного импринтинга возможно у лиц, ранее вакцинированных в отношении возбудителей инфекционных болезней человека, представителей семейств Orthomyxoviridae, Arenaviridae, Retroviridae, Flaviviridae, Parvoviridae и Plasmodiidae. Поэтому для разработчиков вакцин, предназначенных для профилактики инфекционных болезней, вызываемых микроорганизмами, представителями данных семейств, обязательным должно быть получение на стадии доклинического исследования, доказательств отсутствия риска развития у людей данного феномена[36].

## Антигенный импринтинг в пандемию «свиного гриппа» в 2009 г
Антигенный импринтинг напомнил о себе в 2009 г. во время пандемии так называемого «свиного гриппа». В 2009 г. J. H. Kim et al. подтвердили возможность развития феномена антигенного импринтинга в экспериментах на мышах, используя штаммы A/PR/8/34 (PR8) и A/FM/1/47 (FM1) вируса сероподтипа H1N1. Аминокислотная последовательность HA обоих штаммов была идентична на 92 %. Также они показали, если проводить последовательную вакцинацию мышей инактивированными вакцинами, полученными на основе разных штаммов вируса гриппа (PR8 и FM1), то при последующем заражении адаптированным штаммом FM1, мыши оказываются менее защищёнными от вируса, чем после иммунизации одним инактивированным FM1. Титр вируса гриппа в лёгких мышей, вакцинированных сначала PR8, а затем FM1, был в 46 раз выше, чем у мышей, вакцинированных только инактивированным FM1. Мыши, вакцинированные сначала инактивированной вакциной, затем живой, демонстрировали выраженный антигенный импринтинг. Последующее инфицирование животных вирулентным штаммом вируса вызывало у них слабый ответ нейтрализующих антител на этот вирус. Индукция феномена антигенного импринтинга не зависела от введённой дозы вирусов (0,01 или 0,1 LD50) или последовательности, в которой они были введены экспериментальному животному.
В ходе пандемии Y. A. Сhoi et al. обнаружили, что 18-20-летние студенты, ранее многократно вакцинированные вакцинами, предназначенными для сезонной вакцинации по гриппу, реагировали на гриппозную вакцину, разработанную для противодействия распространению пандемического вируса сероподтипа рH1N1 (pandemic H1N1 2009; pH1N1), значительно слабее, чем ранее не вакцинированные. Однако выяснить, какая вакцинация стала причиной антигенного импринтинга, исследователям не удалось, так как за последние 15 лет в состав вакцин для сезонной вакцинации включалось шесть различных штаммов (!) вируса гриппа сероподтипа H1N1. Было установлено только то, что это не комбинированная вакцина, включающая вирус A/Brisbane/59/2007(H1N1), использованная три месяца назад для вакцинации населения. Но она не создавала перекрестного защитного эффекта по отношению к вирусу сероподтипа pH1N1. В более поздней обобщающей работе A Monto et al. предоставлены доказательства того, что снижение эффективности вакцинации гриппозными вакцинами после многократной вакцинации является следствием антигенного импринтинга, когда исследования проводятся в одной возрастной группе.
Анализ заболеваемости в разных возрастных группах населения во время глобальной активизации вируса сероподтипа рH1N1 в 2009 г. дал тот же результат, что и подобные анализы заболеваемости, проведённые в начале 1950-х гг. и после пандемии гриппа в СССР в конце 1970-х гг. У людей, родившиеся до 1957 г., антигенный импринтинг стал причиной высоких титров вируснейтрализующих антител, вырабатывающихся как в ответ на вакцинацию, так и на гриппозную инфекцию. В других же возрастных группах антигенный импринтинг повышал летальность среди заболевших.
Четыре эпидемиологических исследования распространения вируса пандемического гриппа рH1N1, выполненные в Британской Колумбии (Канада) в 2009 г., позволили обнаружить повышение риска развития гриппа у лиц, ранее вакцинированных тривалентной инактивированной гриппозной вакциной (trivalent inactivated influenza vaccine, TIV), применяемой для сезонной профилактики гриппа. Авторы связывают его с феноменами антигенного импринтинга, антитело-зависимого усиления инфекции и с другими, ещё неизвестными факторами, на необходимость изучения которых они обращают внимание других исследователей.
Благодаря антигенному импринтингу, многократные вакцинации и перенесённые заболевания гриппом приводят к тому, что в сыворотке крови человека циркулируют специфические низкоавидные антитела, перекрестно-реагирующие с вирусами гриппа, но не обладающие протективным действием. Например, по данным A.C. Monsalvo et al. у умерших пациентов среднего возраста и тех, у кого грипп имел тяжёлое течение, специфические низкоавидные антитела (IgG) формировали иммунные комплексы с вирусом, оседавшие в лёгочной ткани и вызывавшие отёк лёгких, перибронхиолярную мононуклеарную клеточную инфильтрацию, и, как результат — гипоксемию. Чем выше был титр таких антигриппозных антител, тем тяжелее протекала болезнь. У пациентов не обнаруживали антител, нейтрализующих pH1N1, и находили вирус гриппа в лёгочной ткани в высоких титрах.
T. Reichert et al. открыли один из механизмов, благодаря работе которого антигенная структура НА вируса гриппа может незначительно меняться, приводя к феномену антигенного импринтинга при повторном взаимодействии вируса с иммунной системой человека. По их данным, HA вируса сероподтипа рH1N1 тесно связан с HA вируса, вызвавшего пандемию гриппа «испанки» в 1918 г., и HA вирусов, циркулировавших в период с 1930-х по 1943 г. Эволюция вирусов сероподтипа H1N1, циркулировавших в популяциях людей в 1940—1950-е гг., и после его возвращения в 1977 г., происходила через гликозилирование HA (то есть присоединение остатков сахаров к HA). Гликозилирование HA сформировало то антигенное разнообразие среди вирусов гриппа, вызывающих сезонные вспышки болезни, которое дало о себе знать антигенным импринтингом в отдельных возрастных группах после появления в циркуляции вируса pH1N1. Специфичность антигенного импринтинга, проявившаяся защитным эффектом в старших возрастных группах населения, и сравнительные данные по гликозилированию HA вирусов гриппа, свидетельствуют в пользу того, что вирус сероподтипа pH1N1 идентичен вирусу, преобладавшему в циркуляции среди людей в первой трети XX в.

## Антигенный импринтинг при ВИЧ-инфекции
Первыми на антигенный импринтинг при разработке ВИЧ-вакцин ещё в начале 1990-х гг. в буквальном смысле «натолкнулись» P.L. Nara et al. О существовании данного феномена они не подозревали. Их целью было расширение иммунного ответа на антигены ВИЧ в отношении вирусов близких серотипов различного географического происхождения. Введя шимпанзе гликопротеид gp120, полученный из штамма ВИЧ-1 IIIB, и проведя через 175 сут. повторную вакцинацию gp120, выделенным из штамма ВИЧ-1 RF, имеющего другое географическое происхождение, исследователи неожиданно для себя обнаружили рост титров антител к gp120 штамма IIIB и отсутствие защитного эффекта при заражении животных ВИЧ-1 RF. Проведённый ими ретроспективный анализ научной литературы показал, что феномен антигенного импринтинга уже был описан для других ретровирусных инфекций, в частности, вызываемых вирусом висны у овец и вирусом инфекционной анемии у лошадей.
При клиническом изучении протективного эффекта ВИЧ-вакцины, включающей в качестве антигенного компонента gp120.16, выделенный из ВИЧ-1 SF2, получены сходные результаты. Люди, вакцинированные такой вакциной и имеющие высокие титры антител к gp120.16, оказались восприимчивы к вариантам ВИЧ-1, циркулирующим в их популяции. При развитии у вакцинированных ВИЧ-инфекции, в сыворотке их крови преобладали антитела к gp120.16 ВИЧ-1 SF2, а не к такому же оболочечному гликопротеину вируса, вызвавшему инфекцию.
N. Larke et al. в опытах на мышах обнаружили, что включение в экспериментальные ВИЧ-вакцины антигенных белков ВИЧ различных клад (clade), «глушит» индукцию Т-клеточных ответов на другие эпитопные варианты антигенов вируса. Феномен антигенного импринтинга обнаружен и при изучении иммунного ответа у ВИЧ-инфицированных пациентов. Выработка антител на ВИЧ у них имеет олигоклональный характер. Одновременно происходит нарушение соотношения κ/λ типов лёгких цепей антител, поддерживающееся в течение многих лет независимо от скорости прогрессирования заболевания. Ограниченные (restricted) и при этом стабильно поддерживающиеся антительные ответы на антигены ВИЧ у таких пациентов представляют собой одну из причин невозможности выработки плазмоцитами антител к ВИЧ-1, которые бы эффективно связывали сероварианты вируса, образовавшиеся в ходе персистирующего инфекционного процесса.

## Антигенный импринтинг прималярии
Разработка безопасной  вакцины от малярии, которая поможет эффективно блокировать вторжение малярийного плазмодия (Plasmodium falciparum) в эритроциты человека является очень важной задачей биотехнологии. Особенно такая вакцина нужна для людей длительно живущих в эндемичном по малярии регионе, Однако на пути создания безопасной вакцины есть серьезные препятствия в том числе в виде антигенного импринтинга. Впервые эта проблема антигенного импринтинга для создания противомалярийной вакцины была сформулирована в начале 70х годов прошлого века, затем она активно исследовалась, а в 2016 году была подробно описана в обзоре литературы, накопившейся за годы исследований. У малярийного плазмодия есть бесполые формы, которые получили название мерозоиты. При разрыве эритроцитов мерозоиты попадают в кровь, что приводит к периодическим приступам лихорадки. Именно поверхностные белки мерозоитов являются важной мишенью для разработки вакцины.  В 2003 году исследователи стали разрабатывать вариант противомалярийной вакцины на основе короткого фрагмента белка MSP119, находящегося на поверхности мерозоитов. Связывание специфических антител с белком MSP119 может блокировать проникновение возбудителя малярии в эритроциты, активируя его уничтожение фагоцитами человека. Однако такой сценарий реализуется не всегда. Вакцинация белком MSP119 не всегда предотвращает заболевание в популяции людей, иногда она его усиливает. Опыты на мышиных моделях помогли разобраться в проблеме. Исследователи на животных смоделировали ответ на вакцинацию рекомбинантным белком MSP119. Моделирование неожиданно показало, что заражению эритроцитов мышей малярийным плазмодием может способствовать образование антител к рекомбинантному белку MSP119, который содержала вакцина. Титр антител, после перенесенной мышами экспериментальной малярии, можно было повысить бустерной вакцинацией (рекомбинантным белком MSP119). Однако действие, выполненное в обратном порядке, т.е. сначала однократная инъекция рекомбинантного белка MSP119 (субоптимальная вакцинация), а затем инфицирование малярийным плазмодием привело к образованию антител к MSP119, не обладающих протективным действием. Наоборот, эти антитела способствовали заражению мышей возбудителем малярии, так как имели измененную специфичность. Похожие результаты были получены и в другой работе. Так было показано, что антитела против поверхностных белков мерозоита усиливают его проникновение в эритроциты in vitro и in vivo.  Это происходит благодаря связыванию антител с рецептором комплемента 1 (СR1), что  говорит о тесной связи между феноменами антигенного импринтинга и антителозависимого усиления инфекции.

## Антигенный импринтинг при лихорадке Денге
Лихорадка Денге — трансмиссивная болезнь, встречающаяся в странах Южной и Юго-Восточной Азии, Африки, Океании и Карибского бассейна. Отдельные вспышки болезни охватывают сотни тысяч человек. Ежегодно в мире не менее 50 млн человек заболевают лихорадкой Денге. Возбудитель лихорадки Денге (Dengue fever virus, DENV) — оболочечный (+)ssРНК-вирус, четыре серотипа которого (DENV1-DENV4) относятся к арбовирусам семейства Flaviviridae рода Flavivirus (арбовирусы антигенной группы В). Геном DENV имеет протяжённость 11 кб. Вирусная РНК транслируется в отдельный сложный белок (polyprotein), который рассекается в цитоплазме клетки клеточными и вирусными протеазами на три структурных белка: капсидный (capsid, C); премембранный (premembrane, prM); оболочечный (envelope, E proteins); и на 7 неструктурных белков (NS1, NS2A, NS2B, NS3, NS4A, NS4B и NS5).
Передача возбудителя инфекции среди людей осуществляется комарами Aedes aegypti, среди обезьян — A. albopictus. Обычно болезнь имеет мягкое течение и может проходить бессимптомно. В 1-5 % случаев она приобретает характер геморрагической лихорадки (hemorrhagic fever, DHF). У заболевшего человека развиваются геморрагический диатез и шоковое состояние (шоковый синдром Денге), которые могут привести его к смерти. Причины такого осложнения длительное время не были ясны, и их выяснение имеет свою историю.
В 1983 г. S.B. Halstead et al. обнаружили, что у тайских детей, доставленных в клинику в шоковом состоянии после повторного развития у них лихорадки Денге, в сыворотке крови обнаруживаются в основном антитела, специфичные к вирусам серотипов, вызвавших лихорадку Денге несколько месяцев назад. К серотипам вирусов, обнаруженным у маленьких пациентов вирусологическими методами исследования, антитела образовывались медленно и присутствовали в сыворотке пациентов в низких титрах. Исследователи объяснили данный феномен стимуляцией В-клеток памяти, оставшихся после первого инфицирования, то есть антигенным импринтингом.
Основными антигенами вируса Денге, в отношении которых плазмоцитами синтезируются нейтрализующие антитела, являются оболочечный белок Е и премембранный белок prM. Белок Е необходим для прикрепления вирусной частицы к рецептору на поверхности клетки, её слияния с мембраной эндосомы и проникновения в клетку. Белок prM состоит из 166 аминокислот. Он выполняет роль шаперонов в фолдинге и сборке белка Е, и предотвращает преждевременное слияние вируса с мембраной внутри клетки. Белок prM может быть рассечён в С-конце эндопептидазой фурином, образуя так называемую М-часть (M portion), ассоциированную с вирусной частицей. N-концевая часть prM включает 91 аминокислоту и выполняет функцию прекурсорного пептида (pr peptide). Белок Е рассматривается как основная мишень для нейтрализующих DENV антител.
С иммуногенными свойствами белка prM разобраться сложнее. Установлена положительная корреляция между уровнем циркулирующих в крови prM-антител и тяжестью болезни. При вторичной инфекции у пациентов уровень антител к prM в сыворотке крови значительно выше, чем при первичном инфицировании DENV. Это позволило Y. Wang et al. предположить, что именно prM-специфические антитела играют критическую роль в иммунных ответах на DENV-инфекцию в обоих случаях — при первичном и вторичном заражении.
В созревшем вирионе белок Е и prM формируют 90 гомодимеров (homodimers)[1] на поверхности вирусной частицы. Кристаллографический анализ белка Е показал наличие в его структуре трёх отличающихся друг от друга доменов: домен I (domain I, EDI), домен II (domain II, EDII) и домен III (domain III, EDIII). EDI связывает EDII с EDIII, организован как 8-цепочечная (eight-stranded) центральная бета-цилиндрическая (β-barrel) структура, вовлечённая в конформационные изменения. EDII — вытянутый димеризованный домен, содержащий петлю слияния на верхушке. EDIII представляет собой иммуноглобулин-подобный регион, который является связывающим сайтом клеточного рецептора клетки-мишени. Моноклональные АТ к EDIII наиболее серотип-специфичны и блокируют развитие инфекции.
Секретируемый неструктурный гликопротеин NS1 играет опосредованную роль в патогенезе DENV. Антитела к NS1 способны связываться с клетками эндотелия и вызывать их апоптоз. Главную роль в антигеном импринтинге играют эпитопы третьего домена белка Е (EDIII). В отношении их происходит выработка антител с широкой перекрёстной активностью к белку Е вирусов Денге других серотипов, обладающих низкой авидностью. Антигенный импринтинг оказался только частью патогенетического механизма развития DHF, в котором участвует иммунная система. Образующиеся в ответ на повторное инфицирование вирусом другого серотипа антитела к вирусам серотипа, вызвавшего первый инфекционный процесс, обладают перекрёстной специфичностью к штамму вируса, вызвавшего повторное инфицирование пациента, но они не нейтрализуют его, а способствуют размножению в организме человека, связывая вирусные частицы с Fc-рецепторами (FcR) на поверхности макрофагов/моноцитов. Вышеописанная проблема антигенного импринтинга для вируса лихорадки Денге приводит к тому, что создать безопасную вакцину против этого вируса крайне сложно.